# Az Atlus videójátékainak listája

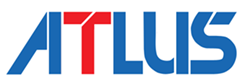
Az Atlus jelenlegi logója

Az Atlus egy japán videójáték-fejlesztő és kiadó cég, melyet 1986-ban alapítottak. A vállalat leginkább szerepjátékairól ismert, beleértve a Megami Tensei és a Persona sorozatokat. Ugyan eladásokat tekintve alulmaradnak a Final Fantasy vagy a Dragon Quest sorozatokkal szemben, viszont főként a 2000-es évek közepétől kiemelkedő kritikai fogadtatásban részesülnek; számos „év szerepjátéka” és „évtized szerepjátéka” díjat zsebeltek be vagy értek el kimagasló helyezéseket.  Megalakulása óta a cég több száz videójátékot fejlesztett, illetve adott ki számos platformra, melyhez nagyban hozzájárult a Megami Tensei sorozat, amit számos spin-off szála és külön álló játéka miatt az egyik legszerteágazóbb videójáték-sorozatnak tekinthető.
A vállalat észak-amerikai ágát, az Atlus USA-t 1991-ben alapították, nem csak az anyacég, de számos kisebb japán és nyugati videójáték-fejlesztő cég játékait fordítják le angol nyelvre, adják ki azokat Észak-Amerikában. A lista nem tartalmazza a kizárólag digitális úton elérhető játékokat, azokhoz lásd Az Atlus letölthető játékainak listája című szócikket.

## Konzolos játékok

### Dreamcast
| Cím      | Eredeti megjelenés   | Fejlesztő(k) | JP   | NA   | EU   | AUS |
| -------- | -------------------- | ------------ | ---- | ---- | ---- | --- |
| Maken X  | 1999. október 31.    | Atlus        | Igen | Igen | Igen | Nem |
| deSPIRIA | 2000. szeptember 21. | Atlus        | Igen | Nem  | Nem  | Nem |

### Game Boy
| Cím                                 | Eredeti megjelenés | Fejlesztő(k)                     | JP   | NA   | EU  | AUS |
| ----------------------------------- | ------------------ | -------------------------------- | ---- | ---- | --- | --- |
| Kwirk                               | 1989. november 24. | Atlus                            | Igen | Igen | Nem | Nem |
| Cosmo Tank                          | 1990. július 8.    | Asuka Technologies               | Igen | Igen | Nem | Nem |
| Pocket Stadium                      | 1990. december 14. | Atlus                            | Igen | Nem  | Nem | Nem |
| Spud’s Adventure                    | 1991. január 25.   | Atlus                            | Igen | Igen | Nem | Nem |
| Amazing Tater                       | 1991. február 8.   | Atlus                            | Igen | Igen | Nem | Nem |
| Wacky Races                         | 1992. március 27.  | Atlus                            | Igen | Nem  | Nem | Nem |
| Megami Tensei Gaiden: Last Bible    | 1992.              | Multimedia Intelligence Transfer | Igen | Nem  | Nem | Nem |
| Megami Tensei Gaiden: Last Bible II | 1993. november 19. | Multimedia Intelligence Transfer | Igen | Nem  | Nem | Nem |
| Megami Tensei Gaiden: Another Bible | 1995. március 3.   | DICE                             | Igen | Nem  | Nem | Nem |
| Purikura Pocket                     | 1997. október 17.  | Atlus                            | Igen | Nem  | Nem | Nem |
| Purikura Pocket 2                   | 1997. november 11. | Atlus                            | Igen | Nem  | Nem | Nem |
| Purikura Pocket 3                   | 1998. december 18. | Atlus                            | Igen | Nem  | Nem | Nem |

### Game Boy Advance
| Cím                                                  | Eredeti megjelenés   | Fejlesztő(k)                     | JP   | NA   | EU   | AUS |
| ---------------------------------------------------- | -------------------- | -------------------------------- | ---- | ---- | ---- | --- |
| Super Dodge Ball Advance                             | 2001. március 21.    | Atlus                            | Igen | Igen | Igen | Nem |
| Tactics Ogre: The Knight of Lodis                    | 2001. június 21.     | Quest Corporation                | Igen | Igen | Nem  | Nem |
| Robopon 2: Cross Version                             | 2001. szeptember 13. | Red Entertainment                | Igen | Igen | Nem  | Nem |
| Robopon 2: Ring Version                              | 2001. szeptember 13. | Red Entertainment                | Igen | Igen | Nem  | Nem |
| Lufia: The Ruins of Lore                             | 2002. március 8.     | Atelier Double                   | Igen | Igen | Nem  | Nem |
| Shining Soul                                         | 2002. március 28.    | Nex Entertainment                | Igen | Igen | Igen | Nem |
| Hamster Paradise Advancsu                            | 2002. július 19.     | Digital Kids                     | Igen | Nem  | Nem  | Nem |
| DemiKids: Dark Version                               | 2002. november 15.   | Multimedia Intelligence Transfer | Igen | Igen | Nem  | Nem |
| DemiKids: Light Version                              | 2002 . november 15.  | Multimedia Intelligence Transfer | Igen | Igen | Nem  | Nem |
| Super Robot Taisen: Original Generation              | 2002. november 22.   | Banpresto                        | Igen | Igen | Nem  | Nem |
| King of Fighters EX2: Howling Blood                  | 2003. január 1.      | Marvelous Entertainment          | Igen | Igen | Nem  | Nem |
| Shin Megami Tensei                                   | 2003. március 28.    | Atlus                            | Igen | Nem  | Nem  | Nem |
| Summon Night: Swordcraft Story                       | 2003. április 25.    | Flight-Plan                      | Igen | Igen | Nem  | Nem |
| Hamster Paradise: Pure Heart                         | 2003. július 11.     | Digital Kids                     | Igen | Nem  | Nem  | Nem |
| Shining Soul II                                      | 2003. július 24.     | Grasshopper Manufacture          | Igen | Igen | Igen | Nem |
| Shin Megami Tensei: Devil Children – Puzzle de Call! | 2003. július 25.     | Atlus                            | Igen | Nem  | Nem  | Nem |
| Shin Megami Tensei: Devil Children 2 – Honó no So    | 2003. szeptember 12. | Atlus                            | Igen | Nem  | Nem  | Nem |
| Shin Megami Tensei: Devil Children 2 – Kóri no So    | 2003. szeptember 12. | Atlus                            | Igen | Nem  | Nem  | Nem |
| Shin Megami Tensei II                                | 2003. szeptember 26. | Atlus                            | Igen | Nem  | Nem  | Nem |
| Double Dragon Advance                                | 2003. november 14.   | Million                          | Igen | Igen | Nem  | Nem |
| ChoroQ                                               | 2003 . november 17.  | Barnhouse Effect                 | Igen | Igen | Igen | Nem |
| River City Ransom EX                                 | 2004. március 5.     | Million                          | Igen | Igen | Nem  | Nem |
| Shining Force: Resurrection of the Dark Dragon       | 2004. április 30.    | Amusement Vision                 | Igen | Igen | Nem  | Nem |
| Battle B-Daman                                       | 2004. augusztus 5.   | Atlus                            | Igen | Igen | Nem  | Nem |
| Summon Night: Swordcraft Story 2                     | 2004. augusztus 20.  | Flight-Plan                      | Igen | Igen | Nem  | Nem |
| Devil Children: Messiah Riser                        | 2004. november 4.    | Rocket Company                   | Igen | Nem  | Nem  | Nem |
| Riviera: The Promised Land                           | 2004. november 25.   | Sting Entertainment              | Igen | Igen | Nem  | Nem |
| Super Robot Taisen: Original Generation 2            | 2005. február 3.     | Banpresto                        | Igen | Igen | Nem  | Nem |
| Super Army War                                       | 2005. február 22.    | Atlus                            | Nem  | Igen | Igen | Nem |
| Battle B-Daman: Fire Spirits!                        | 2005. augusztus 5.   | Atlus                            | Igen | Igen | Nem  | Nem |
| Kunio-kun Nekkecu Collection                         | 2005. augusztus 25.  | Million                          | Igen | Nem  | Nem  | Nem |
| Polarium Advance                                     | 2005. október 13.    | Mitchell Corporation             | Igen | Igen | Igen | Nem |
| Kunio-kun Nekkecu Collection 2                       | 2005. október 27.    | Million                          | Igen | Nem  | Nem  | Nem |
| Miracle! Panzó: Nanacu no Hosi no Ucsú Kaizoku       | 2005. november 3.    | Atlus                            | Igen | Nem  | Nem  | Nem |
| Kunio-kun Nekkecu Collection 3                       | 2006. február 16.    | Million                          | Igen | Nem  | Nem  | Nem |
| Yggdra Union: We’ll Never Fight Alone                | 2006. március 23.    | Sting Entertainment              | Igen | Igen | Nem  | Nem |

### Game Boy Color
| Cím                                            | Eredeti megjelenés   | Fejlesztő(k)                     | JP   | NA   | EU  | AUS |
| ---------------------------------------------- | -------------------- | -------------------------------- | ---- | ---- | --- | --- |
| Robopon: Star Version                          | 1998. december 4.    | Hudson Soft                      | Igen | Nem  | Nem | Nem |
| Robopon: Sun Version                           | 1998. december 4.    | Hudson Soft                      | Igen | Igen | Nem | Nem |
| Hamster Paradise                               | 1999. február 26.    | Simada Kikaku                    | Igen | Nem  | Nem | Nem |
| Megami Tensei Gaiden: Last Bible II            | 1999. április 16.    | Multimedia Intelligence Transfer | Igen | Nem  | Nem | Nem |
| Revelations: The Demon Slayer                  | 1999 augusztus       | Multimedia Intelligence Transfer | Igen | Igen | Nem | Nem |
| GuruGuru Garakutaz                             | 1999. szeptember 10. | Multimedia Intelligence Transfer | Igen | Nem  | Nem | Nem |
| Robopon: Moon Version                          | 1999. december 24.   | Hudson Soft                      | Igen | Nem  | Nem | Nem |
| Hamster Paradise 2                             | 200. március 17.     | Atlus                            | Igen | Nem  | Nem | Nem |
| Tanimura Hitosi no Don Quixote ga Iku          | 2000. augusztus 11.  | Atlus                            | Igen | Nem  | Nem | Nem |
| Shin Megami Tensei: Devil Children Aka no So   | 2000. november 17.   | Multimedia Intelligence Transfer | Igen | Nem  | Nem | Nem |
| Shin Megami Tensei: Devil Children Kuro no So  | 2000. november 17.   | Multimedia Intelligence Transfer | Igen | Nem  | Nem | Nem |
| Hamster Paradise 3                             | 2000. december 15.   | Digital Kids                     | Igen | Nem  | Nem | Nem |
| Shin Megami Tensei Trading Card: Card Summoner | 2001. július 27.     | Atlus                            | Igen | Nem  | Nem | Nem |
| Hamster Paradise 4                             | 2001. szeptember 28. | Digital Kids                     | Igen | Nem  | Nem | Nem |

### Game Gear
| Cím                              | Eredeti megjelenés | Fejlesztő(k)                     | JP   | NA  | EU  | AUS |
| -------------------------------- | ------------------ | -------------------------------- | ---- | --- | --- | --- |
| Megami Tensei Gaiden: Last Bible | 1994. április 22.  | Multimedia Intelligence Transfer | Igen | Nem | Nem | Nem |
| Last Bible Special               | 1995. március 24.  | Sega                             | Igen | Nem | Nem | Nem |

### Nintendo 64
| Cím                                      | Eredeti megjelenés | Fejlesztő(k)                        | JP   | NA   | EU   | AUS  |
| ---------------------------------------- | ------------------ | ----------------------------------- | ---- | ---- | ---- | ---- |
| Snowboard Kids                           | 1997. december 12  | Racdym                              | Igen | Igen | Igen | Nem  |
| Snowboard Kids 2                         | 1999. február 19.  | Racdym                              | Igen | Igen | Nem  | Igen |
| Ogre Battle 64: Person of Lordly Caliber | 1999. július 14.   | Quest Corporation, Dual Corporation | Igen | Igen | Igen | Igen |

### Nintendo DS
| Cím                                          | Eredeti megjelenés   | Fejlesztő(k)            | JP   | NA   | EU   | AUS  |
| -------------------------------------------- | -------------------- | ----------------------- | ---- | ---- | ---- | ---- |
| Puyo Pop Fever                               | 2004. december 24.   | Sonic Team              | Igen | Igen | Igen | Nem  |
| Trauma Center: Under the Knife               | 2005. június 16.     | ITL, Atlus              | Igen | Igen | Igen | Nem  |
| SBK: Snowboard Kids                          | 2005. november 22.   | Racjin                  | Igen | Igen | Igen | Nem  |
| Deep Labyrinth                               | 2006. március 23.    | Interactive Brains      | Igen | Igen | Igen | Igen |
| Contact                                      | 2006. március 30.    | Grasshopper Manufacture | Igen | Igen | Igen | Igen |
| Touch Detective                              | 2006. április 13.    | BeeWorks                | Igen | Igen | Igen | Igen |
| Izuna: Legend of the Unemployed Ninja        | 2006. június 8.      | Ninja Studio            | Igen | Igen | Igen | Nem  |
| Bomberman Land Touch!                        | 2006. július 20.     | Hudson Soft             | Igen | Igen | Igen | Igen |
| Dzsinszei Game DS                            | 2006. július 27.     | Takara Tomy             | Igen | Nem  | Nem  | Nem  |
| Etrian Odyssey                               | 2007. január 18.     | Lancarse                | Igen | Igen | Igen | Igen |
| Luminous Arc                                 | 2007. február 8.     | Imageepoch              | Igen | Igen | Igen | Igen |
| Draglade                                     | 2007. május 17.      | Dimps                   | Igen | Igen | Igen | Igen |
| Touch Detective 2 ½                          | 2007. május 24.      | BeeWorks                | Igen | Igen | Igen | Nem  |
| Ontamarama                                   | 2007. június 7.      | Noise Factory           | Igen | Igen | Nem  | Nem  |
| Drone Tactics                                | 2007. augusztus 2.   | Success                 | Igen | Igen | Nem  | Nem  |
| Rondo of Swords                              | 2007. augusztus 9.   | Success                 | Igen | Igen | Nem  | Nem  |
| Summon Night: Twin Age                       | 2007. augusztus 30.  | Flight-Plan             | Igen | Igen | Nem  | Nem  |
| Master of the Monster Lair                   | 2007. október 25.    | Global A Entertainment  | Igen | Igen | Igen | Nem  |
| Izuna 2: The Unemployed Ninja Returns        | 2007. november 29.   | Ninja Studio            | Igen | Igen | Nem  | Nem  |
| Etrian Odyssey II: Heroes of Lagaard         | 2008. február 21.    | Atlus                   | Igen | Igen | Nem  | Nem  |
| Legacy of Ys: Books I & II                   | 2008. április 18.    | Interchannel            | Igen | Igen | Nem  | Nem  |
| Luminous Arc 2                               | 2008. május 15.      | Imageepoch              | Igen | Igen | Igen | Nem  |
| The Dark Spire                               | 2008. május 22.      | Success                 | Igen | Igen | Nem  | Nem  |
| Super Robot Taisen OG Saga: Endless Frontier | 2008. május 29.      | Monolith Soft           | Igen | Igen | Nem  | Nem  |
| Naruto Shippuden: Naruto vs. Sasuke          | 2008. június 10.     | Takara Tomy             | Igen | Igen | Nem  | Nem  |
| My World, My Way                             | 2008. június 12.     | Global A Entertainment  | Igen | Igen | Igen | Nem  |
| Trauma Center: Under the Knife 2             | 2008. július 2.      | Atlus                   | Igen | Igen | Nem  | Nem  |
| Steal Princess                               | 2008. július 24.     | Climax Entertainment    | Igen | Igen | Igen | Nem  |
| Dokapon Journey                              | 2008. július 31.     | Suzak                   | Igen | Igen | Nem  | Nem  |
| Tokyo Beat Down                              | 2008. szeptember 18. | Success                 | Igen | Igen | Nem  | Nem  |
| Knights in the Nightmare                     | 2008. szeptember 25. | Sting Entertainment     | Igen | Igen | Nem  | Nem  |
| Trackmania DS                                | 2008. november 14.   | Firebrand Games         | Nem  | Igen | Igen | Nem  |
| 101-in-1 Explosive Megamix                   | 2008. november 28.   | Nordcurrent             | Nem  | Igen | Igen | Nem  |
| Shin Megami Tensei: Devil Survivor           | 2009. január 15.     | Atlus                   | Igen | Igen | Nem  | Nem  |
| Shin Megami Tensei: Strange Journey          | 2009. október 8.     | Atlus                   | Igen | Igen | Nem  | Nem  |
| Yggdra Unison                                | 2009. december 3.    | Atlus                   | Igen | Nem  | Nem  | Nem  |
| Etrian Odyssey III: The Drowned City         | 2010. április 1.     | Atlus                   | Igen | Igen | Nem  | Nem  |
| Naruto Shippuden: Shinobi Rumble             | 2010. április 22.    | Takara Tomy             | Igen | Igen | Nem  | Nem  |
| 101-in-1 Sports Megamix                      | 2010. szeptember 14. | Nordcurrent             | Igen | Igen | Igen | Nem  |
| Radiant Historia                             | 2010. november 3.    | Atlus                   | Igen | Igen | Nem  | Nem  |
| Nora to Toki no Kóbó: Kiri no Mori no Madzso | 2011. július 21.     | Atlus                   | Igen | Nem  | Nem  | Nem  |
| Shin Megami Tensei: Devil Survivor 2         | 2011. július 28.     | Atlus                   | Igen | Igen | Igen | Nem  |

### Nintendo 3DS
| Cím                                              | Eredeti megjelenés  | Fejlesztő(k)           | JP   | NA   | EU   | AUS |
| ------------------------------------------------ | ------------------- | ---------------------- | ---- | ---- | ---- | --- |
| Mahjong Cub3d                                    | 2011. március 3.    | Sunsoft                | Igen | Igen | Nem  | Nem |
| Shin Megami Tensei: Devil Survivor Overclocked   | 2011. augusztus 23. | Atlus                  | Igen | Igen | Igen | Nem |
| Code of Princess                                 | 2012. április 19.   | Agatsuma Entertainment | Igen | Igen | Nem  | Nem |
| Etrian Odyssey IV: Legends of the Titan          | 2012. július 5.     | Atlus                  | Igen | Igen | Igen | Nem |
| Shin Megami Tensei: Devil Summoner: Soul Hackers | 2012. augusztus 30. | Atlus                  | Igen | Nem  | Nem  | Nem |
| Shin Megami Tensei IV                            | 2013. május 23.     | Atlus                  | Igen | Igen | Igen | Nem |
| Etrian Odyssey Untold: The Millennium Girl       | 2013. június 27.    | Atlus                  | Igen | Igen | Nem  | Nem |
| Devil Survivor 2: Break Record                   | 2013.               | Atlus                  | Igen | Nem  | Nem  | Nem |

### Nintendo Entertainment System
| Cím                                   | Eredeti megjelenés   | Fejlesztő(k)     | JP   | NA   | EU   | AUS |
| ------------------------------------- | -------------------- | ---------------- | ---- | ---- | ---- | --- |
| Digital Devil Story: Megami Tensei    | 1987. szeptember 11. | Atlus            | Igen | Nem  | Nem  | Nem |
| The Karate Kid                        | 1987 november        | Atlus            | Nem  | Igen | Nem  | Nem |
| Digital Devil Story: Megami Tensei II | 1990. április 6.     | Atlus            | Igen | Nem  | Nem  | Nem |
| Golf Grand Slam                       | 1991. január 31.     | Tose             | Igen | Igen | Nem  | Nem |
| Rockin’ Kats                          | 1991. április 5.     | Atlus            | Igen | Igen | Igen | Nem |
| Wacky Races                           | 1991. december 25.   | Atlus            | Igen | Igen | Nem  | Nem |
| Widget                                | 1992 november        | Graphic Research | Nem  | Igen | Nem  | Nem |

### Family Computer Disk System
| Cím         | Eredeti megjelenés | Fejlesztő(k) | JP   | NA  | EU  | AUS |
| ----------- | ------------------ | ------------ | ---- | --- | --- | --- |
| Puzzle Boys | 1990. november 16. | Atlus        | Igen | Nem | Nem | Nem |

### Nintendo GameCube
| Cím                               | Eredeti megjelenés | Fejlesztő(k) | JP      | NA   | EU  | AUS |
| --------------------------------- | ------------------ | ------------ | ------- | ---- | --- | --- |
| Cubivore: Survival of the Fittest | 2002. február 21.  | Nintendo     | Igen    | Igen | Nem | Nem |
| Go! Go! Hypergrind                | 2003. november 18. | Poponchi     | Törölve | Igen | Nem | Nem |

### PlayStation
| Cím                                                   | Eredeti megjelenés   | Fejlesztő(k)         | JP   | NA   | EU   | AUS |
| ----------------------------------------------------- | -------------------- | -------------------- | ---- | ---- | ---- | --- |
| Space Griffon VF-9                                    | 1995. január 27.     | Panther Software     | Igen | Igen | Nem  | Nem |
| Goukecudzsi Icsizoku 2: Csotto Dake Szaikjou Denszecu | 1995. október 20.    | A.I                  | Igen | Nem  | Nem  | Nem |
| Mobile Light Force                                    | 1995. december 15.   | Psikyo               | Igen | Igen | Igen | Nem |
| Tecudó O ’96: Ikuze Okuban Csódzsa                    | 1995. december 15.   | Atlus                | Igen | Nem  | Nem  | Nem |
| Strikers 1945                                         | 1996. július 19.     | Psikyo               | Igen | Nem  | Nem  | Nem |
| Revelations: Persona                                  | 1996. szeptember 20. | Atlus                | Igen | Igen | Nem  | Nem |
| Ogre Battle: The March of the Black Queen             | 1996. szeptember 27. | Artdink              | Igen | Igen | Nem  | Nem |
| Heaven’s Gate                                         | 1996. december 13.   | Racdym               | Igen | Nem  | Igen | Nem |
| Galeoz                                                | 1996. december 20.   | Pre Stage            | Igen | Nem  | Nem  | Nem |
| Imadoki no Vampire: Bloody Bride                      | 1996. december 20.   | Atlus                | Igen | Nem  | Nem  | Nem |
| Peak Performance                                      | 1997. január 24.     | Cave                 | Igen | Igen | Igen | Nem |
| Minakata Hakudó Tódzsó                                | 1997. augusztus 7.   | Atlus                | Igen | Nem  | Nem  | Nem |
| Tactics Ogre: Let Us Cling Together                   | 1997. szeptember 25. | Kuuszoukagaku        | Igen | Igen | Nem  | Nem |
| Tecudó O 2                                            | 1997. szeptember 25. | Atlus                | Igen | Nem  | Nem  | Nem |
| Car & Driver Presents: Grand Tour Racing ’98          | 1997. szeptember 30. | Eutechnyx            | Igen | Igen | Igen | Nem |
| Bomberman World                                       | 1998. január 29.     | Hudson Soft          | Igen | Igen | Igen | Nem |
| Snow Break                                            | 1998. január 29.     | Toka                 | Igen | Nem  | Igen | Nem |
| Choro Q Jet: Rainbow Wings                            | 1998. február 26.    | C-Lab                | Igen | Nem  | Nem  | Nem |
| Final Round                                           | 1998. március 12.    | Kuuszoukagaku        | Igen | Nem  | Nem  | Nem |
| Kartia: The Word of Fate                              | 1998. március 26.    | Atlus                | Igen | Igen | Igen | Nem |
| Brigandine                                            | 1998. április 2.     | Hearty Robin         | Igen | Igen | Nem  | Nem |
| Tail Concerto                                         | 1998. április 16.    | CyberConnect2        | Igen | Igen | Igen | Nem |
| Guilty Gear                                           | 1998. május 14.      | Arc System Works     | Igen | Igen | Igen | Nem |
| Hellnight                                             | 1998. június 11.     | Atlus                | Igen | Nem  | Igen | Nem |
| Sol Divide                                            | 1998. július 2.      | Boom                 | Igen | Igen | Nem  | Nem |
| Eggs of Steel: Charlie's Eggcellent Adventure         | 1998. július 30.     | Rhythm & Hues        | Igen | Igen | Nem  | Nem |
| Bomberman Fantasy Race                                | 1998. augusztus 6.   | Graphic Research     | Igen | Igen | Igen | Nem |
| Trap Gunner                                           | 1998. augusztus 6.   | Racdym               | Igen | Igen | Igen | Nem |
| Touge Max 2                                           | 1998. szeptember 17. | Cave                 | Igen | Nem  | Nem  | Nem |
| Strikers 1945 II                                      | 1998. október 22.    | Psikyo               | Igen | Igen | Igen | Nem |
| Advan Racing                                          | 1998. november 19.   | Atlus                | Igen | Nem  | Nem  | Nem |
| Thousand Arms                                         | 1998. december 17.   | Atlus                | Igen | Igen | Nem  | Nem |
| Snowboard Kids Plus                                   | 1999. január 21.     | Racdym               | Igen | Nem  | Nem  | Nem |
| Devil Summoner: Soul Hackers                          | 1999. április 8.     | Tose                 | Igen | Nem  | Nem  | Nem |
| Pokeler                                               | 1999. október 28.    | Atlus                | Igen | Nem  | Nem  | Nem |
| Growlanser                                            | 1999. november 25.   | Nippon Ichi Software | Igen | Igen | Nem  | Nem |
| Toyota Netz Racing                                    | 1999.                | Atlus                | Igen | Nem  | Nem  | Nem |
| Touge Max G                                           | 2000. január 13.     | Cave                 | Igen | Nem  | Nem  | Nem |
| Meka Pokeler                                          | 2000. április 20.    | Atlus                | Igen | Nem  | Nem  | Nem |
| Sno Pokeler                                           | 2000. április 20.    | Atlus                | Igen | Nem  | Nem  | Nem |
| Pokeler DX Black                                      | 2000. április 20.    | Atlus                | Igen | Nem  | Nem  | Nem |
| Pokeler DX Pink                                       | 2000. április 20.    | Atlus                | Igen | Nem  | Nem  | Nem |
| Persona 2: Eternal Punishment                         | 2000. június 29.     | Atlus                | Igen | Igen | Nem  | Nem |
| Guruguru Town Hanamaru-kun                            | 2000. december 14.   | Aspect, Fupac        | Igen | Nem  | Nem  | Nem |
| Hello Kitty no Osaberi Town                           | 2000. december 14.   | Atlus                | Igen | Nem  | Nem  | Nem |
| Eithea                                                | 2001. február 22.    | TamTam               | Igen | Nem  | Nem  | Nem |
| Shin Megami Tensei                                    | 2001. május 31.      | Atlus                | Igen | Nem  | Nem  | Nem |
| Hello Kitty no Osaberi ABC                            | 2001. október 11.    | Atlus                | Igen | Nem  | Nem  | Nem |
| Kuma no Pooh-szan: Mori no Nakamato 123               | 2001. november 15.   | Atlus                | Igen | Nem  | Nem  | Nem |
| Mickey to Nakamatacsi: Kazuaszobi Iro Iro             | 2001. november 15.   | Atlus                | Igen | Nem  | Nem  | Nem |
| Disney’s Winnie the Pooh: Preschool                   | 2001. december 6.    | Hi Corp              | Igen | Igen | Nem  | Nem |
| Hoshigami: Ruining Blue Earth                         | 2001. december 20.   | Max Five             | Igen | Igen | Nem  | Nem |
| Learn with Winnie the Pooh                            | 2002. február 7.     | Hi Corp              | Igen | Igen | Igen | Nem |
| My Disney Kitchen                                     | 2002. február 7.     | Atlus                | Igen | Igen | Nem  | Nem |
| Shin Megami Tensei II                                 | 2002. március 20.    | Atlus                | Igen | Nem  | Nem  | Nem |
| Shin Megami Tensei: Devil Children                    | 2002. március 28.    | Atlus                | Igen | Nem  | Nem  | Nem |
| Kids Station: Plarail Tecudó Monosiri Hjakka          | 2002. november 14.   | Atlus                | Igen | Nem  | Nem  | Nem |
| Kids Station: Ugoku Tomika Zukan                      | 2002. november 14.   | Atlus                | Igen | Nem  | Nem  | Nem |
| Nidzsiiro Dodge Ball                                  | 2002. december 12.   | Atlus                | Igen | Nem  | Nem  | Nem |
| Shin Megami Tensei if...                              | 2002. december 26.   | Atlus                | Igen | Nem  | Nem  | Nem |

### PlayStation 2
| Cím                                                                       | Eredeti megjelenés   | Fejlesztő(k)         | JP   | NA      | EU   | AUS  |
| ------------------------------------------------------------------------- | -------------------- | -------------------- | ---- | ------- | ---- | ---- |
| Primal Image                                                              | 2000. április 27.    | Racdym               | Igen | Nem     | Nem  | Nem  |
| Happy! Happy!! Boarders in Hokkaidó Ruszucu Resort                        | 2000. december 14.   | Racdym               | Igen | Nem     | Nem  | Nem  |
| Tsugunai: Atonement                                                       | 2001. február 22.    | Cattle Call          | Igen | Igen    | Nem  | Nem  |
| Maken Shao: Demon Sword                                                   | 2001. június 7.      | Atlus                | Igen | Nem     | Igen | Nem  |
| Hard Hitter Tennis                                                        | 2001. június 28.     | Magical Company      | Igen | Igen    | Igen | Nem  |
| Growlanser II: The Sense of Justice                                       | 2001. július 26.     | Career Soft          | Igen | Nem     | Nem  | Nem  |
| SkyGunner                                                                 | 2001. szeptember 27. | Pixel Arts           | Igen | Igen    | Nem  | Nem  |
| Road Rage 3                                                               | 2001. október 11.    | Atlus                | Igen | Nem     | Igen | Nem  |
| Wizardry: Tale of the Forsaken Land                                       | 2001. november 15.   | Racdym               | Igen | Igen    | Igen | Nem  |
| Growlanser III: The Dual Darkness                                         | 2001. december 6.    | Atlus                | Igen | Nem     | Nem  | Nem  |
| EX Okuman Csódzsa Game                                                    | 2001. december 27.   | Takara Tomy          | Igen | Nem     | Nem  | Nem  |
| Dual Hearts                                                               | 2002. február 14.    | Matrix Software      | Igen | Igen    | Nem  | Nem  |
| Seek and Destroy                                                          | 2002. június 27.     | Barnhouse Effect     | Igen | Igen    | Igen | Nem  |
| Choro Q HG 3                                                              | 2002. december 12.   | Takara Tomy          | Igen | Törölve | Igen | Nem  |
| Disgaea: Hour of Darkness                                                 | 2003. január 30.     | Nippon Ichi Software | Igen | Igen    | Igen | Igen |
| Shin Megami Tensei: Nocturne                                              | 2003. február 30.    | Atlus                | Igen | Nem     | Nem  | Nem  |
| 2003-Tosi Kaimaku: Ganbare Kjúkaió                                        | 2003. május 15.      | Atlus                | Igen | Nem     | Nem  | Nem  |
| EX Dzsinszei Game II                                                      | 2003. november 6.    | Takara Tomy          | Igen | Nem     | Nem  | Nem  |
| Busin 0: Wizardry Alternative Neo                                         | 2003. november 13.   | Racjin               | Igen | Nem     | Nem  | Nem  |
| ChoroQ                                                                    | 2003. november 27.   | Barnhouse Effect     | Igen | Igen    | Igen | Nem  |
| Growlanser IV: Wayfarer of Time                                           | 2003. december 18.   | Career Soft          | Igen | Nem     | Nem  | Nem  |
| Shin Megami Tensei: Nocturne Maniax                                       | 2003. február 30.    | Atlus                | Igen | Igen    | Igen | Nem  |
| Gunbird Special Edition                                                   | 2004. február 19.    | Atlus                | Igen | Nem     | Igen | Nem  |
| Shin Megami Tensei: Digital Devil Saga                                    | 2004. július 15.     | Atlus                | Igen | Igen    | Igen | Igen |
| Kurjú Jóma Gakuenki                                                       | 2004. szeptember 16. | Killaware            | Igen | Nem     | Nem  | Nem  |
| Stella Deus: The Gate of Eternity                                         | 2004. október 28.    | Pinegrow             | Igen | Igen    | Igen | Nem  |
| Magna Carta: Crimson Stigmata                                             | 2004. november 11.   | Softmax              | Igen | Igen    | Igen | Nem  |
| New Dzsinszei Game                                                        | 2004. december 2.    | Atlus                | Igen | Nem     | Nem  | Nem  |
| Samurai Western                                                           | 2005. január 1.      | Acquire              | Igen | Igen    | Igen | Nem  |
| Shin Megami Tensei: Digital Devil Saga 2                                  | 2005. január 27.     | Atlus                | Igen | Igen    | Igen | Igen |
| Sinszeiki Júsa Taiszen                                                    | 2005. február 17.    | Winkysoft            | Igen | Nem     | Nem  | Nem  |
| Growlanser IV: Wayfarer of the Time – Return                              | 2005. március 10.    | Atlus                | Igen | Nem     | Nem  | Nem  |
| Choro Q Works                                                             | 2005. május 26.      | Atlus                | Igen | Nem     | Nem  | Nem  |
| Metal Saga                                                                | 2005. június 9.      | Crea-Tech            | Igen | Igen    | Nem  | Nem  |
| Steambot Chronicles                                                       | 2005. június 30.     | Irem                 | Igen | Igen    | Igen | Igen |
| Rule of Rose                                                              | 2006. január 19.     | Punchline            | Igen | Igen    | Igen | Nem  |
| Shin Megami Tensei: Devil Summoner: Raidou Kuzunoha vs. The Soulless Army | 2006. március 2.     | Atlus                | Igen | Igen    | Igen | Igen |
| Persona 3                                                                 | 2006. július 13.     | Atlus                | Igen | Igen    | Igen | Igen |
| Growlanser: Heritage of War                                               | 2006. augusztus 3.   | Career Soft          | Igen | Igen    | Igen | Nem  |
| Kurjú Jóma Gakuenki Recharge                                              | 2006. szeptember 28. | Killaware            | Igen | Nem     | Nem  | Nem  |
| Persona 3 FES                                                             | 2007. április 19.    | Atlus                | Igen | Igen    | Igen | Igen |
| Odin Sphere                                                               | 2007. május 17.      | Vanillaware          | Igen | Igen    | Igen | Igen |
| Growlanser VI: Precarious World                                           | 2007. június 21.     | Career Soft          | Igen | Nem     | Nem  | Nem  |
| Baroque                                                                   | 2007. június 28.     | Sting Entertainment  | Igen | Igen    | Igen | Nem  |
| Arcana Heart                                                              | 2007. október 11.    | Examu                | Igen | Igen    | Nem  | Nem  |
| Dokapon Kingdom                                                           | 2007. november 22.   | Sting Entertainment  | Igen | Igen    | Nem  | Nem  |
| Eternal Poison                                                            | 2008. február 14.    | Flight-Plan          | Igen | Igen    | Nem  | Nem  |
| Persona 4                                                                 | 2008. július 10.     | Atlus                | Igen | Igen    | Igen | Igen |
| Shin Megami Tensei: Nocturne Maniax Chronicle Edition                     | 2008. október 23.    | Atlus                | Igen | Nem     | Nem  | Nem  |
| Shin Megami Tensei: Devil Summoner 2: Raidou Kuzunoha vs. King Abaddon    | 2008. október 23.    | Atlus                | Igen | Igen    | Nem  | Nem  |

### PlayStation 3
| Cím                              | Eredeti megjelenés   | Fejlesztő(k)     | JP   | NA   | EU   | AUS  |
| -------------------------------- | -------------------- | ---------------- | ---- | ---- | ---- | ---- |
| Demon’s Souls                    | 2009. február 5.     | From Software    | Igen | Igen | Igen | Igen |
| 3D Dot Game Heroes               | 2009. november 5.    | Silicon Studio   | Igen | Igen | Igen | Igen |
| Catherine                        | 2011. február 17.    | Atlus            | Igen | Igen | Igen | Igen |
| The Cursed Crusade               | 2011. szeptember 16. | Kylotonn         | Igen | Igen | Igen | Nem  |
| The King of Fighters XIII        | 2011. november 22.   | SNK Playmore     | Igen | Igen | Igen | Igen |
| Game of Thrones                  | 2012. május 15.      | Cyanide Studio   | Nem  | Igen | Igen | Nem  |
| Persona 4 Arena                  | 2012. augusztus 2.   | Arc System Works | Igen | Igen | Nem  | Nem  |
| The Testament of Sherlock Holmes | 2012. szeptember 20. | Frogwares        | Nem  | Igen | Igen | Nem  |
| Dragon’s Crown                   | 2013. július 25.     | Vanillaware      | Igen | Igen | Igen | Nem  |

### PlayStation Portable
| Cím                                                       | Eredeti megjelenés   | Fejlesztő(k)        | JP   | NA   | EU   | AUS  |
| --------------------------------------------------------- | -------------------- | ------------------- | ---- | ---- | ---- | ---- |
| Princess Crown                                            | 2005. szeptember 22. | Atlus               | Igen | Nem  | Nem  | Nem  |
| Shin Megami Tensei: Devil Summoner                        | 2005. december 20.   | Atlus, ITL          | Igen | Nem  | Nem  | Nem  |
| Monster Kingdom: Jewel Summoner                           | 2006. február 23.    | Gaia                | Igen | Igen | Nem  | Nem  |
| Riviera: The Promised Land                                | 2006. november 22.   | Sting Entertainment | Igen | Igen | Igen | Igen |
| R-Type Command                                            | 2007. szeptember 20. | Irem                | Igen | Igen | Igen | Nem  |
| Yggdra Union                                              | 2008. január 24.     | Atlus               | Igen | Igen | Nem  | Nem  |
| Hammerin’ Hero                                            | 2008. május 15.      | Irem                | Igen | Igen | Igen | Nem  |
| Class of Heroes                                           | 2008. június 26.     | Zerodiv             | Igen | Igen | Nem  | Nem  |
| Steambot Chronicles: Battle Tournament                    | 2008. július 10.     | Irem                | Igen | Igen | Nem  | Nem  |
| Crimson Gem Saga                                          | 2008. október 23.    | IronNos             | Igen | Igen | Nem  | Nem  |
| Kenka Bancho: Badass Rumble                               | 2008. november 27.   | Spike               | Igen | Igen | Nem  | Nem  |
| Shin Megami Tensei: Persona                               | 2009. április 29.    | Atlus               | Igen | Igen | Igen | Igen |
| Persona 3 Portable                                        | 2009. október 30.    | Atlus               | Igen | Igen | Igen | Nem  |
| Hexyz Force                                               | 2009. november 12.   | Sting Entertainment | Igen | Igen | Nem  | Nem  |
| Metal Slug XX                                             | 2009. december 11.   | SNK Playmore        | Igen | Igen | Igen | Igen |
| Knights in the Nightmare                                  | 2010. április 22.    | Sting Entertainment | Igen | Igen | Nem  | Nem  |
| Tokió Mono Hara Si: Karaszu no Mori Gakuen Kitan          | 2010. április 22.    | Atlus               | Igen | Nem  | Nem  | Nem  |
| Persona 2: Innocent Sin                                   | 2011. április 14.    | Atlus               | Igen | Igen | Igen | Nem  |
| Gungnir: Inferno of the Demon Lance and the War of Heroes | 2011. május 19.      | Sting Entertainment | Igen | Igen | Nem  | Nem  |
| Gloria Union: Twin Fates in Blue Ocean                    | 2011. június 23.     | Sting Entertainment | Igen | Nem  | Nem  | Nem  |
| Growlanser IV: Wayfarer of Time                           | 2011. július 18.     | Career Soft         | Igen | Igen | Nem  | Nem  |
| Persona 2: Eternal Punishment                             | 2012. május 17.      | Atlus               | Igen | Nem  | Nem  | Nem  |

### PlayStation Vita
| Cím                   | Eredeti megjelenés | Fejlesztő(k) | JP   | NA   | EU   | AUS |
| --------------------- | ------------------ | ------------ | ---- | ---- | ---- | --- |
| Persona 4: The Golden | 2012. június 14.   | Atlus        | Igen | Igen | Nem  | Nem |
| Dragon’s Crown        | 2013. július 25.   | Vanillaware  | Igen | Igen | Igen | Nem |

### Sega Mega Drive/Genesis
| Cím                 | Eredeti megjelenés | Fejlesztő(k)  | JP   | NA   | EU   | AUS |
| ------------------- | ------------------ | ------------- | ---- | ---- | ---- | --- |
| Tecmo World Cup ’92 | 1990.              | Hertz         | Igen | Nem  | Nem  | Nem |
| Dzsantei Monogatari | 1991. március 29.  | Atlus         | Igen | Nem  | Nem  | Nem |
| Crusader of Centy   | 1994. június 16.   | Nextech       | Igen | Igen | Igen | Nem |
| Power Instinct      | 1994. november 18. | Make Software | Igen | Nem  | Nem  | Nem |

### Sega Mega-CD
| Cím                | Eredeti megjelenés | Fejlesztő(k) | JP   | NA  | EU  | AUS |
| ------------------ | ------------------ | ------------ | ---- | --- | --- | --- |
| Shin Megami Tensei | 1994. február 25.  | SIMS         | Igen | Nem | Nem | Nem |

### Sega Saturn
| Cím                                              | Eredeti megjelenés  | Fejlesztő(k) | JP   | NA   | EU   | AUS |
| ------------------------------------------------ | ------------------- | ------------ | ---- | ---- | ---- | --- |
| Virtual Hydlide                                  | 1995. április 27.   | T&E Software | Igen | Igen | Igen | Nem |
| Gunbird                                          | 1995. december 15.  | Psikyo       | Igen | Nem  | Nem  | Nem |
| Shin Megami Tensei: Devil Summoner               | 1995. december 25.  | Atlus        | Igen | Nem  | Nem  | Nem |
| High Velocity: Mountain Racing Challenge         | 1995. november 10.  | Cave         | Igen | Igen | Nem  | Nem |
| My Best Friends: St. Andrew Dzsogakuen Hen       | 1996. március 22.   | Opera House  | Igen | Nem  | Nem  | Nem |
| DonPacsi                                         | 1996. április 26.   | Cave         | Igen | Nem  | Nem  | Nem |
| Shin Megami Tensei: Devil Summoner – Akuma Zensó | 1996. április 26.   | Atlus        | Igen | Nem  | Nem  | Nem |
| Lunacy                                           | 1996. június 28.    | System Sacom | Igen | Igen | Igen | Nem |
| Strikers 1945                                    | 1996. június 28.    | Psikyo       | Igen | Nem  | Nem  | Nem |
| Tetris Plus                                      | 1996. szeptember 6. | Atlus        | Igen | Igen | Igen | Nem |
| DigiCro: Digital Number Crossword                | 1996. november 1.   | Atlus        | Igen | Nem  | Nem  | Nem |
| Sengoku Blade                                    | 1996. november 22.  | Atlus        | Igen | Nem  | Nem  | Nem |
| Touge: King the Spirits 2                        | 1997. április 18.   | SIMS         | Igen | Nem  | Nem  | Nem |
| Groove on Fight                                  | 1997. május 16.     | Atlus        | Igen | Nem  | Nem  | Nem |
| Nanpó Hakudó Tódzsó                              | 1997. augusztus 7.  | Atlus        | Igen | Nem  | Nem  | Nem |
| DoDonPacsi                                       | 1997. augusztus 18. | Cave         | Igen | Nem  | Nem  | Nem |
| Ronde                                            | 1997. október 30.   | Atlus        | Igen | Nem  | Nem  | Nem |
| Devil Summoner: Soul Hackers                     | 1997. november 13.  | Atlus        | Igen | Nem  | Nem  | Nem |
| Princess Crown                                   | 1997. december 11.  | Racdym       | Igen | Nem  | Nem  | Nem |
| Sol Divide                                       | 1998. július 2.     | Psikyo       | Igen | Igen | Nem  | Nem |

### Super Nintendo Entertainment System
| Cím                                              | Eredeti megjelenés | Fejlesztő(k)                     | JP   | NA      | EU   | AUS |
| ------------------------------------------------ | ------------------ | -------------------------------- | ---- | ------- | ---- | --- |
| Super Valis IV                                   | 1992. március 27.  | Laser Soft                       | Igen | Igen    | Nem  | Nem |
| Shin Megami Tensei                               | 1992. október 30.  | Atlus                            | Igen | Nem     | Nem  | Nem |
| GP-1                                             | 1993. június 25.   | Genki                            | Igen | Igen    | Igen | Nem |
| BlaZeon: The Bio-Cyborg Challenge                | 1992. július 24.   | A.I                              | Igen | Igen    | Nem  | Nem |
| Kikó Keiszacu Metal Jack                         | 1992. július 31.   | Atlus                            | Igen | Törölve | Nem  | Nem |
| Run Saber                                        | 1993. június 8.    | Hori Electric                    | Nem  | Igen    | Igen | Nem |
| Super Widget                                     | 1993 szeptember    | Atlus                            |      | Igen    | Nem  | Nem |
| World Soccer ’94: Road to Glory                  | 1993.              | Rage Software                    | Nem  | Igen    | Nem  | Nem |
| Majin Tensei                                     | 1994. január 28.   | Atlus                            | Igen | Nem     | Nem  | Nem |
| Kabuki Rocks                                     | 1994. március 4.   | Red Company                      | Igen | Nem     | Nem  | Nem |
| Shin Megami Tensei II                            | 1994. március 18.  | Atlus                            | Igen | Nem     | Nem  | Nem |
| Pieces                                           | 1994. július 22.   | Prism Kikaku                     | Igen | Igen    | Nem  | Nem |
| Power Instinct                                   | 1994. október 14.  | A.I                              | Igen | Igen    | Nem  | Nem |
| Shin Megami Tensei if...                         | 1994. október 28.  | Atlus                            | Igen | Nem     | Nem  | Nem |
| GP-1: Part II                                    | 1994. november 18. | Genki                            | Igen | Igen    | Nem  | Nem |
| Majin Tensei II: Spiral Nemesis                  | 1995. február 19.  | Atlus                            | Igen | Nem     | Nem  | Nem |
| Megami Tensei Gaiden: Last Bible III             | 1995. március 4.   | Multimedia Intelligence Transfer | Igen | Nem     | Nem  | Nem |
| Kjújaku Megami Tenszei                           | 1995. március 31.  | Opera House                      | Igen | Nem     | Nem  | Nem |
| Kat’s Run: Zen-Nippon K Car Szensuken            | 1995. július 14.   | Atlus                            | Igen | Nem     | Nem  | Nem |
| Pro Kisi Dzsinszei Simulation: Sógi no Hanamicsi | 1996. február 16.  | Access                           | Igen | Nem     | Nem  | Nem |

### TurboGrafx–16
| Cím              | Eredeti megjelenés | Fejlesztő(k) | JP   | NA   | EU   | AUS  |
| ---------------- | ------------------ | ------------ | ---- | ---- | ---- | ---- |
| Dungeon Explorer | 1989. március 4.   | Atlus        | Igen | Igen | Igen | Igen |
| Somer Assault    | 1991. október 4.   | Atlus        | Igen | Igen | Nem  | Nem  |

### TurboGrafx–CD
| Cím                                        | Eredeti megjelenés | Fejlesztő(k) | JP   | NA  | EU  | AUS |
| ------------------------------------------ | ------------------ | ------------ | ---- | --- | --- | --- |
| Dzsantei Monogatari                        | 1990. október 9.   | Atlus        | Igen | Nem | Nem | Nem |
| Quiz Marugoto The World                    | 1991. április 5.   | A.I          | Igen | Nem | Nem | Nem |
| Dzsantei Monogatari 2: Ucsuu Tantei Deiban | 1992. február 28.  | A.I          | Igen | Nem | Nem | Nem |
| Quiz Marugoto The World II                 | 1992. március 27.  | Atlus        | Igen | Nem | Nem | Nem |
| Shin Megami Tensei                         | 1993. december 25. | Opera House  | Igen | Nem | Nem | Nem |
| Dzsantei Monogatari 3: Saver Angel         | 1994. április 23.  | Nacume       | Igen | Nem | Nem | Nem |

### Virtual Boy
| Cím        | Eredeti megjelenés   | Fejlesztő(k) | JP   | NA   | EU  | AUS |
| ---------- | -------------------- | ------------ | ---- | ---- | --- | --- |
| Jack Bros. | 1995. szeptember 29. | Atlus        | Igen | Igen | Nem | Nem |

### Wii
| Cím                                       | Eredeti megjelenés | Fejlesztő(k)        | JP   | NA   | EU   | AUS  |
| ----------------------------------------- | ------------------ | ------------------- | ---- | ---- | ---- | ---- |
| Trauma Center: Second Opinion             | 2006. november 14. | Atlus               | Igen | Igen | Igen | Igen |
| Trauma Center: New Blood                  | 2007. november 20. | Atlus               | Igen | Igen | Igen | Igen |
| Baroque                                   | 2008. március 13.  | Sting Entertainment | Igen | Igen | Igen | Nem  |
| Shiren the Wanderer                       | 2008. június 5.    | ChunSoft            | Igen | Igen | Nem  | Nem  |
| Dokapon Kingdom                           | 2008. július 31.   | Sting Entertainment | Igen | Igen | Igen | Nem  |
| 101-in-1 Party Megamix                    | 2009. október 27.  | Nordcurrent         | Nem  | Igen | Igen | Nem  |
| Naruto Shippuden: Dragon Blade Chronicles | 2009. november 26. | Takara Tomy         | Igen | Igen | Igen | Nem  |
| Trauma Team                               | 2010. május 18.    | Atlus               | Igen | Igen | Nem  | Nem  |
| 101-in-1 Sports Party Megamix             | 2010. november 19. | Nordcurrent         | Nem  | Igen | Igen | Nem  |

### Wii U
| Cím                              | Eredeti megjelenés | Fejlesztő(k)               | JP   | NA  | EU  | AUS |
| -------------------------------- | ------------------ | -------------------------- | ---- | --- | --- | --- |
| Shin Megami Tensei X Fire Emblem | TBA                | Atlus, Intelligent Systems | Igen | Nem | Nem | Nem |

### Xbox
| Cím                      | Eredeti megjelenés  | Fejlesztő(k)       | JP   | NA   | EU   | AUS |
| ------------------------ | ------------------- | ------------------ | ---- | ---- | ---- | --- |
| Shin Megami Tensei: NINE | 2002. december 5.   | Nex Entertainment  | Igen | Nem  | Nem  | Nem |
| Touge R                  | 2002. december 12.  | Cave               | Igen | Nem  | Nem  | Nem |
| Galleon                  | 2004. június 11.    | Confounding Factor | Nem  | Igen | Igen | Nem |
| Pro Fishing Challenge    | 2004. augusztus 31. | Opus               | Nem  | Igen | Nem  | Nem |

### Xbox 360
| Cím                                 | Eredeti megjelenés   | Fejlesztő(k)       | JP   | NA   | EU   | AUS  |
| ----------------------------------- | -------------------- | ------------------ | ---- | ---- | ---- | ---- |
| Spectral Force 3: Innocent Rage     | 2006. június 29.     | XPEC Entertainment | Igen | Igen | Nem  | Nem  |
| Operation Darkness                  | 2007. október 11.    | Success            | Igen | Igen | Igen | Nem  |
| Zoids Assault                       | 2007. október 18.    | Takara Tomy        | Igen | Igen | Nem  | Nem  |
| Divinity II: The Dragon Knight Saga | 2010. november 19.   | Larian Studios     | Igen | Igen | Igen | Nem  |
| Catherine                           | 2011. február 17.    | Atlus              | Igen | Igen | Igen | Igen |
| The Cursed Crusade                  | 2011. szeptember 16. | Kylotonn           | Nem  | Igen | Igen | Nem  |
| The King of Fighters XIII           | 2011. november 22.   | SNK Playmore       | Igen | Igen | Igen | Igen |
| Game of Thrones                     | 2012. május 15.      | Cyanide Studio     | Nem  | Igen | Igen | Nem  |
| Persona 4 Arena                     | 2012. augusztus 2.   | Arc System Works   | Igen | Igen | Nem  | Nem  |
| The Testament of Sherlock Holmes    | 2012. szeptember 20. | Frogwares          | Nem  | Igen | Igen | Nem  |

## Számítógépes játékok

### FM–7
| Cím                                | Eredeti megjelenés | Fejlesztő(k) | JP   | NA  | EU  | AUS |
| ---------------------------------- | ------------------ | ------------ | ---- | --- | --- | --- |
| Digital Devil Story: Megami Tensei | 1987.              | Atlus        | Igen | Nem | Nem | Nem |

### MSX
| Cím                                | Eredeti megjelenés | Fejlesztő(k) | JP   | NA  | EU  | AUS |
| ---------------------------------- | ------------------ | ------------ | ---- | --- | --- | --- |
| Digital Devil Story: Megami Tensei | 1987.              | Atlus        | Igen | Nem | Nem | Nem |

### NEC PC–8801
| Cím                                | Eredeti megjelenés | Fejlesztő(k) | JP   | NA  | EU  | AUS |
| ---------------------------------- | ------------------ | ------------ | ---- | --- | --- | --- |
| Digital Devil Story: Megami Tensei | 1987.              | Atlus        | Igen | Nem | Nem | Nem |

### NEC PC–9801
| Cím                                    | Eredeti megjelenés | Fejlesztő(k) | JP   | NA  | EU  | AUS |
| -------------------------------------- | ------------------ | ------------ | ---- | --- | --- | --- |
| Giten Megami Tensei: Tokyo Mokushiroku | 1997. április 4.   | Atlus        | Igen | Nem | Nem | Nem |

### Sharp X1
| Cím                                | Eredeti megjelenés | Fejlesztő(k) | JP   | NA  | EU  | AUS |
| ---------------------------------- | ------------------ | ------------ | ---- | --- | --- | --- |
| Digital Devil Story: Megami Tensei | 1987.              | Atlus        | Igen | Nem | Nem | Nem |

### Windows
| Cím                                                       | Eredeti megjelenés   | Fejlesztő(k)   | JP   | NA   | EU   | AUS |
| --------------------------------------------------------- | -------------------- | -------------- | ---- | ---- | ---- | --- |
| Megami Ibunroku Persona: Be Your True Mind                | 1999. március 25.    | ASCII          | Igen | Nem  | Nem  | Nem |
| Giten Megami Tensei: Tokyo Mokushiroku                    | 1999. december 22.   | Atlus          | Igen | Nem  | Nem  | Nem |
| Digital Devil Story: Megami Tensei                        | 2006.                | Kadokava Soten | Igen | Nem  | Nem  | Nem |
| Majin Tensei                                              | 2006. március 14.    | i-revo         | Igen | Nem  | Nem  | Nem |
| Shin Megami Tensei                                        | 2006. március 14.    | i-revo         | Igen | Nem  | Nem  | Nem |
| Shin Megami Tensei II                                     | 2006. március 14.    | i-revo         | Igen | Nem  | Nem  | Nem |
| Shin Megami Tensei if...                                  | 2006. március 14.    | i-revo         | Igen | Nem  | Nem  | Nem |
| Majin Tensei II: Spiral Nemesis                           | 2006. május 11.      | i-revo         | Igen | Nem  | Nem  | Nem |
| Persona 3: The Night Before (böngészőben játszható játék) | 2008. június 1.      | Atlus          | Igen | Nem  | Nem  | Nem |
| Shin Megami Tensei: Imagine                               | 2007. március 30.    | Cave           | Igen | Igen | Nem  | Nem |
| Persona Ain Soph (böngészőben játszható játék)            | 2008. február 26.    | Atlus          | Igen | Nem  | Nem  | Nem |
| The Cursed Crusade                                        | 2011. szeptember 16. | Kylotonn       | Nem  | Igen | Igen | Nem |
| Game of Thrones                                           | 2012. május 15.      | Cyanide Studio | Nem  | Igen | Igen | Nem |
| Knights of the Sky (böngészőben játszható játék)          | 2012. február 27.    | Joyport        | Nem  | Igen | Nem  | Nem |
| BattleSpace (böngészőben játszható játék)                 | 2012.                | EnterCrews     | Nem  | Igen | Nem  | Nem |
| The Testament of Sherlock Holmes                          | 2012. szeptember 20. | Frogwares      | Nem  | Igen | Igen | Nem |

## Játéktermi játékok
| Cím                                                       | Eredeti megjelenés   | Fejlesztő(k)         | JP   | NA   | EU   | AUS |
| --------------------------------------------------------- | -------------------- | -------------------- | ---- | ---- | ---- | --- |
| BlaZeon                                                   | 1992.                | A.I                  | Igen | Nem  | Nem  | Nem |
| Oh My God!                                                | 1993.                | Atlus                | Igen | Nem  | Nem  | Nem |
| Power Instinct                                            | 1993.                | Atlus                | Igen | Nem  | Nem  | Nem |
| Hebereke no Popoon                                        | 1994.                | Sunsoft              | Igen | Nem  | Nem  | Nem |
| Naname De Magic!                                          | 1994.                | Atlus                | Igen | Nem  | Nem  | Nem |
| Power Instinct 2                                          | 1994.                | Atlus                | Igen | Nem  | Nem  | Nem |
| DonPacsi                                                  | 1995.                | Cave                 | Igen | Igen | Nem  | Nem |
| Power Instinct Legends                                    | 1995.                | Atlus                | Igen | Nem  | Nem  | Nem |
| Cannon Dancer                                             | 1996.                | Mitchell Corporation | Igen | Nem  | Nem  | Nem |
| DoDonPacsi                                                | 1996.                | Cave                 | Igen | Nem  | Nem  | Nem |
| Heaven’s Gate                                             | 1996.                | Racdym               | Igen | Nem  | Nem  | Nem |
| DoDonPacsi Campaign Version                               | 1997.                | Cave                 | Igen | Nem  | Nem  | Nem |
| Groove On Fight                                           | 1997.                | Atlus                | Igen | Nem  | Nem  | Nem |
| ESP Ra.De.                                                | 1998.                | Cave                 | Igen | Nem  | Nem  | Nem |
| Guvange                                                   | 1999.                | Cave                 | Igen | Nem  | Nem  | Nem |
| PokoPoko Tonkaccsin                                       | 2008.                | Atlus                | Igen | Nem  | Nem} | Nem |
| Gokudzsó!! Mecsa Mote Iincsó Kurumote Gaaruzu Konteszuto! | 2009. július 15.     | Atlus                | Igen | Nem  | Nem  | Nem |
| Gókecudzsi Icsizoku Macuri Szenzo Kujou                   | 2009. július 24.     | Atlus                | Igen | Nem  | Nem  | Nem |
| Inazuma Eleven Bakunecu Soccer Battle                     | 2010. szeptember 30. | Atlus                | Igen | Nem  | Nem  | Nem |
| Inazuma Eleven Go                                         | 2011. december 21.   | Atlus                | Igen | Nem  | Nem  | Nem |
| Persona 4: The Ultimate in Mayonaka Arena                 | 2012. március 1.     | Arc System Works     | Igen | Nem  | Nem  | Nem |